# Крафт-Эбинг, Рихард фон
Рихард Фридолин Йозеф барон Краффт фон Фестенберг ауф Фронберг (нем. Richard Fridolin Joseph Freiherr Krafft von Festenberg auf Frohnberg), называемый фон Эбинг (нем. von Ebing) (14 августа 1840, Мангейм — 22 декабря 1902, Грац) — австрийский и немецкий психиатр, невролог, криминалист, исследователь человеческой сексуальности. Является одним из основоположников сексологии.

## Биография
Родился 14 августа 1840 года в семье гражданского служащего. Мать его происходила из семьи юристов и признанных интеллектуалов. Его дед по материнской линии был известным в Германии юристом, получившим прозвище «защитник проклятых», потому что он выступал в защиту прав обвиняемых в аморальных преступлениях, в частности, связанных с половыми извращениями.
Поступив на медицинский факультет Гейдельбергского университета, Рихард слушал лекции старейшего немецкого психиатра И. Б. Фридрейха, который заведовал в то время университетской клиникой. Специализация его окончательно определилась, когда его направили в Цюрих на поправку после тифа. Он прослушал в Цюрихском университете лекции основоположника психиатрии В. Гризингера. Здесь он познакомился со всемирно известным Вильгельмом Эрбом, автором книги «Учебник электротерапии».
В 1863 году Крафт-Эбинг получает ученую степень. Темой своей докторской диссертации он выбрал бред. После защиты он отправился в турне с целью продолжить получение медицинского образования. Сначала Венский университет, где его учителями были Шкода, И. Опольцер и К. Рокитанский, затем была Прага, потом Берлин.
В 1864 году Крафт-Эбинг занимает должность ассистента в доме для психически больных в Илленау. Это большое психиатрическое заведение, открытое в 1842 году недалеко от Ахерна, которым руководил страссбургский нейрогистолог, профессор Х. Роллер. Илленау был главным поставщиком германских психиатров в течение 30 лет. Здесь в разное время работали Фишер, Гассе, Б. Гудден, Л. Кирн и Г. Шюле.
Франко-германская война потребовала знаний Крафт-Эбинга на поле брани. После заключения мира он занимался частной практикой и лечил раненых в Баден-Бадене. С мая 1872 года Крафт-Эбинг читает лекции в Страсбургском университете.
В 1873 году Крафт-Эбинг принимает приглашение из университета Граца. Здесь в его распоряжение была передана большая университетская клиника, открытая в 1870 году. Занимаемая им кафедра психиатрии Граца считалась в Австрии лучшей после Венского университета; это всего на одну ступеньку ниже высшего положения в психиатрии. Одновременно с этим высоким назначением он становится директором областного заведения для помешанных «Фельдхоф». Крафт-Эбинг проявлял бесконечное терпение в обращении с обитателями «Фельдхофа». Его неизменная доброта помогла многим больным, особенно со сравнительно небольшими отклонениями.
За годы работы в этом заведении Крафт-Эбинг издает трехтомный «Учебник психиатрии», в котором были обобщены наблюдения над 20 тысячами больных. Учебник был переведен на многие языки и выдержал 6 изданий. С одноимённым названием появляется совместная с Э. Крепелиным работа, которая в своё время рассматривалась как исчерпывающая по проблемам клинической психиатрии, типологии поведения человека и мотиваций, что отличало эту работу от психиатрии Т. Мейнерта, полностью основанной на анатомии мозга.
В 1886 году Крафт-Эбинг становится ординарным профессором психиатрии и неврологии. Он быстро завоевал доверие, и к нему потянулось множество больных. Со временем, получив большую практику, Крафт-Эбинг открывает частную лечебницу для нервных и душевнобольных близ Граца, Штейермаркский приют для умалишённых.
В 1889 году Крафт-Эбинг уходит с поста заведующего кафедрой психиатрии медицинского факультета университета Граца.
В 1892 году Рихард фон Крафт-Эбинг был приглашен в Венский университет, где получил кафедру психиатрии, освободившуюся после смерти Т. Мейнерта. Крафт-Эбинг после Мейнерта считался наиболее опытным и известным психиатром в немецкоговорящем мире.
22 декабря 1902 года Крафт-Эбинг скончался в Граце.

## Научная деятельность
Крафт-Эбинг занимался лечением с помощью гипноза. Его перу принадлежит несколько интересных работ, в которых представлены уникальные эксперименты с его истеричной пациенткой Ирмой. В результате этих экспериментов Крафт-Эбинг заявил, что внушаемость — не постоянное свойство истерической личности, а утверждение о поголовной подверженности истерических лиц внушению вряд ли правомерно. Однако, несмотря на его непререкаемый научный авторитет, до сих пор учебники психиатрии подчеркивают, что внушаемость — это свойство истерической личности.
Крафт-Эбинг стал одним из первых экспертов в области сексопатологии. В его функции входило предоставлять судам медицинскую историю обвиняемых. Но этим он не ограничивался. Стремясь добиться понимания и милосердия в отношении людей, отступавших от принятых норм поведения и вызывавших сильное отвращение в пуританском обществе Вены, он доказывал, что ущемляются их гражданские права. Эта позиция ученого вызывала взрывы возмущения. На основе своей судебной практики Крафт-Эбинг написал «Учебник судебной психопатологии».

### Psychopathia Sexualis
Самой знаменитой работой Рихарда фон Крафт-Эбинга является книга «Psychopathia Sexualis» (с лат. — «Сексуальная психопатия») 1886 года, одно из первых опубликованных исследований сексуальных девиаций. Книга состоит из более двухсот историй болезни людей, являвшихся примерами «различных психопатологических проявлений сексуальной жизни». Хотя Крафт-Эбинг написал значительную часть своего материала на латинском языке, чтобы он был понятен только врачам, его резко осудили в Англии за «предание гласности грязного и отвратительного материала перед лицом доверчивого общества».
«Psychopathia Sexualis» описывала и случаи гомосексуальности, которую Крафт-Эбинг называл «инвертированной сексуальностью». Крафт-Эбинг считал её патологией, заявляя, что «эту аномалию психосексуального чувства можно объективно назвать функциональным знаком дегенерации». Также он посчитал, что у некоторых пациентов наблюдается приобретённая гомосексуальность, «развившаяся под влиянием неврастении, вызванной мастурбацией». Крафт-Эбинг высказал мнение, что люди с «врождённой инвертированной сексуальностью» рано начинают половую жизнь и испытывают более сильные чувства к партнёрам своего пола, их любовь была «чрезмерной и экзальтированной», они были в большей степени подвержены «неврастении и безумию».
«Psychopathia Sexualis» сильно повлияла на исследования сексуальности и стала основой для теории о природе гомосексуальности как психического отклонения. Она сразу же после выхода приобрела широкую известность и была 12 раз переиздана при жизни автора. В этой книге Крафт-Эбинг впервые подробно описал введённые им понятия садизма, мазохизма, зоофилии, а также бертранизма. Термин «бертранизм» появился благодаря знаменитому случаю сержанта Бертрана, также впервые описанному Крафт-Эбингом.

## Основные труды
- Krafft-Ebing R. Grundzuge der Kriminalpsychologie (Основы криминальной психологии), 1872.
- Krafft-Ebing R. Lehrbuch der gerichtlichen Psychopathologie (Учебник судебной психопатологии), 1875.
- Krafft-Ebing R. Lehrbuch der Psychiatrie auf klinicher Grundlage (Учебник клинической психиатрии), 1879.
- Krafft-Ebing R. Psychopathia Sexualis (Половая психопатия), 1886.
- Krafft-Ebing R. Eine experimentelle Studie auf dem Gebiete des Hypnotismus (Экспериментальное исследование в области гипнотизма), 1888.
- Krafft-Ebing R. Lehrbuch der Psychiatrie (Учебник психиатрии), 1897.

Публикации на русском языке:
- Крафт-Эбинг Р. Наш нервный век. Популярное сочинение о здоровых и больных нервах. СПб., 1885.
- Крафт-Эбинг Р. Гипнотические опыты. Предисл. А.Молля. Харьков: Космос, 1927г.
- Крафт-Эбинг Р. О здоровых и больных нервах. — Донецк: Издатель Заславский А. Ю., 2009.
- Крафт-Эбинг Р. Половая психопатия. — М.: Книжный Клуб Книговек, 2013.

## Интересные факты
2 мая 1896 года, выслушав в Венском обществе психиатров и неврологов доклад «О сексуальной этиологии истерии» малоизвестного тогда Фрейда, Крафт-Эбинг назвал идеи Фрейда «…научной басней».